# 滇桐属
滇桐属（学名：Craigia）是椴树科下的一个属，为乔木植物。该属共有滇桐（Craigia yunnanensis）与桂滇桐（Craigia kwangsiensis）两种，分布于中国云南和广西。